# Neuehütte

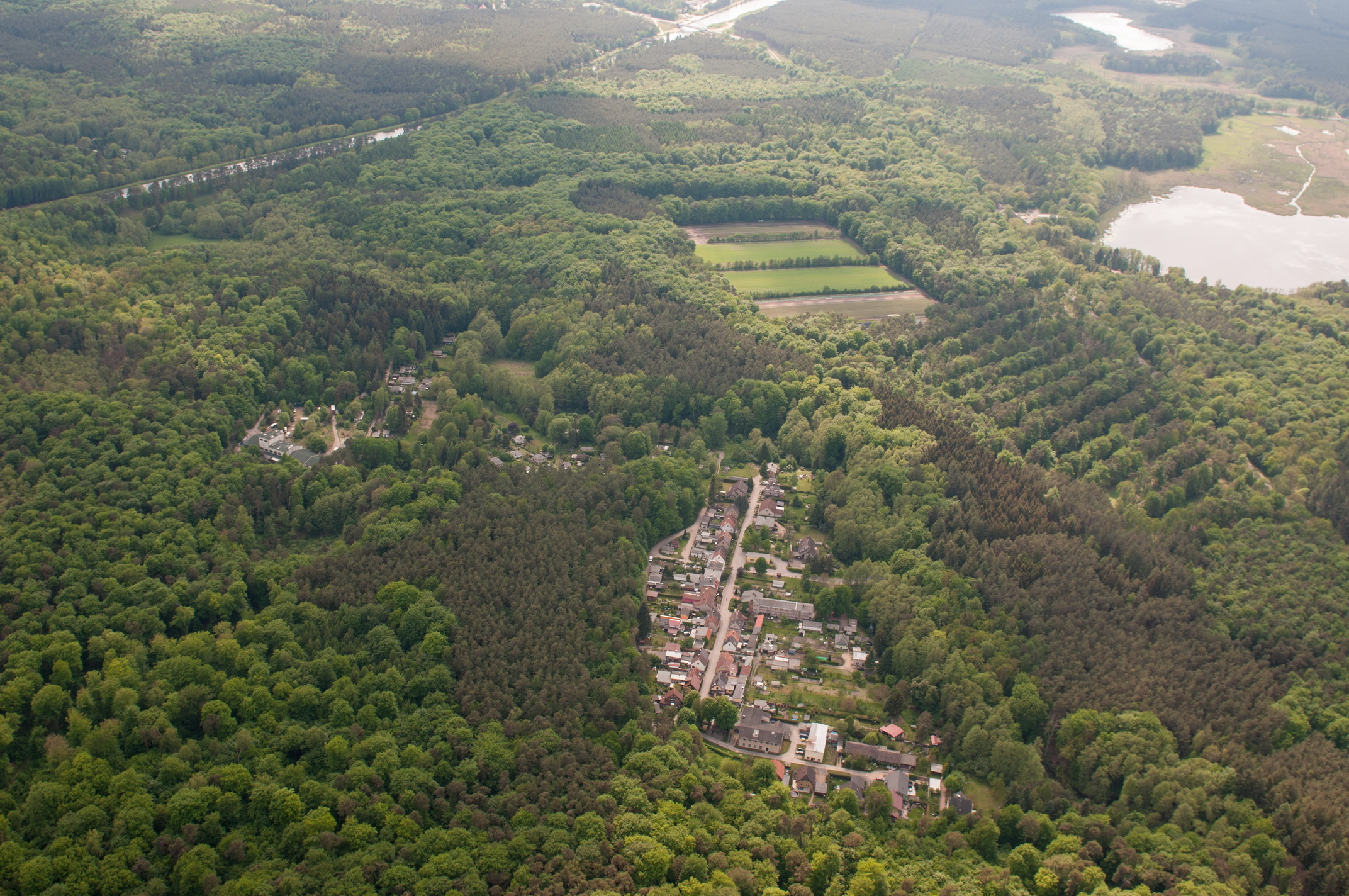

Neuehütte is een plaats in de Duitse gemeente Chorin, deelstaat Brandenburg, en telt 131 inwoners (2006).